# Logitech
Logitech International S.A. è una società svizzera attiva nella produzione di periferiche per computer e software con sede a Losanna.

## Storia
Fu fondata nel 1981 da Daniel Borel, Pierluigi Zappacosta e Giacomo Marini come spin-off della Scuola politecnica federale di Losanna. I primi due tra i fondatori erano studenti della Stanford University, l'ultimo un manager dell'Olivetti.
Inizialmente faceva parte dei fondatori anche Sandro Graciotti, anche lui ex-dipendente Olivetti. Da una sua testimonianza "Nel febbraio del 1981 ho lasciato l’Olivetti per fondare con Marini, Zappacosta e Borel la Logitech (che inizialmente si chiamava Politech). Nel marzo del 1983, essendo la Logitech impegnata in un paio di sviluppi HW per Olivetti, incontra casualmente Luigi Mercurio (allora responsabile della R&D) in un corridoio. Mercurio, che conoscevo sin dalla assunzione per essere stato insieme con il suo gruppo a Milano fino al ’74, mi disse di volermi affidare, non come consulente esterno ma come dipendente, lo sviluppo di un PC IBM compatibile da fare a Cupertino CA. Nell’aprile del 1983 rientrai in Olivetti lasciando la Logitech e restituendo agli altri tre soci la mia quota."
La società iniziò la propria attività con la produzione di mouse nella cittadina di Le Lieu, in Svizzera.
La produzione fu in seguito spostata negli USA, a Taiwan e Irlanda, infine a Suzhou in Cina. Le sue attività vengono divise in 3 ampie zone geografiche: America; Europa, Medio Oriente e Africa e infine Asia.
In Giappone usa il marchio Logicool da quando la compagnia Logitech del luogo esistente fin dal 1982 si è inserita nel mercato delle periferiche.

## Produzione ed attività
Logitech è leader nel settore industriale delle periferiche per personal computer a livello mondiale. Produce un'ampia gamma di periferiche per PC, soprattutto mouse e tastiere, altoparlanti, webcam, controller per console per videogiochi (Xbox, PlayStation 2, PlayStation 3 e Wii).
Tra le produzioni di nicchia quella di un volante per giochi progettato con l'italiana MOMO e di un mouse chiamato: "Logitech MX Master" che viene da molti esperti considerato uno dei migliori mouse professionali grazie alla sua ergonomia, alla connettività multi-dispositivo e al sensore laser Darkfield ad alta precisione, capace di funzionare anche su vetro.